# Detlev F. Neufert
Detlev F. Neufert (* 1948 in Karlsruhe) ist ein deutscher Autor und Regisseur.

## Karriere
Neufert wurde in Karlsruhe geboren und wuchs in Düsseldorf auf. Noch während des Studiums der Philosophie, Germanistik und Theologie drehte er seit 1971 Features und Dokumentationen. Sein Spielfilm Nimm die Nacht weg hatte 1982 in der Reihe Un Certain Regard Premiere bei den Filmfestspielen in Cannes. Während seiner Gastprofessur für Deutschen Film an der University of California, Santa Barbara hielt er unter anderem Vorlesungen in San Francisco, Seattle und Los Angeles. 1998 wurde er Bundesvorstand der deutschen Kunstpartei Chance 2000, Zusammenarbeit mit Christoph Schlingensief.
Von 1998 bis 2010 arbeitete er vorwiegend in Asien als Filmemacher und Kurator für verschiedene Ausstellungs- und Culture Crossing-Projekte.
Detlev Neufert hat als Regisseur für ARD und ZDF und als Autor für die Süddeutsche Zeitung, Rheinische Post, WZ, NRZ und den epd gearbeitet.
Seine Dokumentarfilme wurden in Asien unter anderem ausgestrahlt in Bhutan Broadcasting System, CCTV (China Central Television), National Broadcasting Services of Thailand (Thailand) und Channel 7 (Thailand).
Darüber hinaus ist er als Buchautor tätig. 2005 gründete er die Christliche Internationale.
Er wohnte viele Jahre bei Murnau am Staffelsee. Seit 2011 lebt er am Chiemsee.

## Werke

### Bücher
- Jesus: Das Interview. Neues vom Auferstandenen. Gütersloher Verlagshaus, 2015, ISBN 978-3-579-07088-9.
- NAT HAN. A true Story in an untrue world. Written in German Pigeon English. epubli Verlag, Berlin 2014, ISBN 978-3-7375-1146-9.
- Isan, my love: Ein literarischer Reiseführer mit ausgewählten Touren. Berlin: Paleo, ISBN 3-937119-00-0.
- 1968 oder Engel flieg!. Freiburg: Lautsprecher, 2001, ISBN 3-932902-10-6.
- Wieso fragen Sie das? Ungewöhnliche Gespräche […] 1. Auflage. mvg Verlag, Frankfurt am Main 2004, ISBN 3-636-06119-4 (Interview-Anthologie der Sueddeutschen Zeitung).
- Hrsg. mit Reinhard Kleinmann: Politiker auf der Suche nach den Deutschen. Bouvier, Bonn 1994, ISBN 3-416-02528-8.
- Einführung in das Studium der Germanistik. 1. Auflage. Metzler Verlag, Stuttgart 1973, ISBN 3-476-00257-8.

### Filme
- Entertainer Teeny. WDR 1971
- Mein kleines Tagebuch. Kurzfilm
- Der Traum ist aus. Musikvideo für Ton Steine Scherben
- Family Life. Kurzfilm, 1979
- Es rauscht der Rhein – es strömt das Leben. Aus dem Material von Fritz Genandt zusammengestellte Dokumentation
- Nimm die Nacht weg / Take Away the Night. Spielfilm, 90 min, 1982
- Mit Distanz und Engagement. Porträt Werner Schmalenbach. 30 min, Erst-Sendung WDR 13. September 1985
- Berlin – Kulturhauptstadt Europa 1989. SWR 45 min
- Theatertreffen in NRW. WDR
- Liebe auf den ersten Blick. – Porträt Hansgünther Heyme. Erst-Sendung: 18. Dezember 1987 WDR.
- Der Marquis von Malta. SWR
- Die heiligen Berge von Orta. SWR Orta in Italien
- Chaos in Sevilla. SWR
- Der Animateur. Club Mediterranee in Kos. ARD
- Harry’s Bar – Venedig. SWR
- Malta in Europa. SWR
- Krippenbau in Neapel. SWR
- Müll in der Toscana. SWR
- FerienPfade. WDR
- Jugoslawische Separatisten. SWR
- Asylanten Rap. WDR
- Delphi – Geburtsort der griechischen Tragödie. SWR
- Herrschaft und Architektur. Landtagsneubau NRW. WDR, 1988
- Wanderjahre oder Die Seele des Trommlers – Frank Köllges. Westdeutscher Rundfunk, 1988
- Thomas Kling – brennstab & rauchmelder. Ein Dichter aus Deutschland. WDR 30 min, 1992
- Hier zu leben ist eine Schule für sich. Zwei Afrikaner in Düsseldorf. WDR, 30 min
- Ein Doppelleben – Richard Exner. WDR/SWR 45 min
- Marseillaise, Deutschlandlied und Kaiserhymne. Auswirkungen der französischen Revolution
- Bericht vom Herzen Europas. ARD, 12. September 1989 45 min.
- Fresh Familee – Comin From Ratinga. 45 Minuten WDR 1991
- Straßenkinder von St. Petersburg. WDR
- Der Galerist Gottes – Friedhelm Mennekes. WDR
- Unsere Republik. Verfilmung des gleichnamigen Musicals des Schauspielhaus Bochum von Uwe Jens Jensen 150 Minuten
- Wo die Götter schweben. WDR Tanzfestival
- Macht und Bescheidenheit – F.W. Christians. Ein deutscher Banker. WDR 1988
- Kein Knast für Kids. 45 min, WDR
- Königsberg – Plädoyer für eine Ruine 45 min. SWR
- Der erste Sommer. ARD 11. Juli 1991 Beitrag: Fremdes Deutschland
- Die Zeit, die mir noch bleibt: Das Vermächtnis des W. Tschernousenko. Südwestfunk, 1993
- Auf der Suche nach den Deutschen. Reise in die Seele einer Nation. 60 min. ARD
- Elefanten in Bangkok. ZDF
- Paleos Concert. Berlin 2001
- TONG KÄMPFT-DEN HIMMEL GEWINNEN. 30 min. Silkworm Books. Die Kunst des Muay-Thai-Boxens.
- Die Himmelswiese. Die kleinen Wunder von Baan Gerda / Heaven's Meadow. The Small Wonders of Baan Gerda. 2005
- Tanz auf der Himmelswiese. Ben in Baan Gerda. 30 min, 2008 (deutsche Welle)
- Sabai, Sabai Deutschland Goethe-Institut, Bangkok, 2017
- Die Kinder von Ferdi Home Myanmar Stiftung 68 min., 2017, Myanmar, Nagaland, Yangon, Bagan erhältlich über myanmar-stiftung.de
- B.B. und die Schule am Fluss erster deutsch-burmesischer Kinofilm Länge: 108 Minuten, 2020